# Исилькуль (станция)
Исильку́ль — железнодорожная станция Омского региона Западно-Сибирской железной дороги, находящаяся в городе Исилькуле Омской области.

## Описание
Станция является пограничной между Россией и Казахстаном, а также между Западно-Сибирской и Южно-Уральской дорогами. Поезда дальнего следования делают здесь значительную стоянку (от 1 часа и более).

## Пригородное сообщение по станции
| № поезда    | Маршрут движения          | № поезда    | Маршрут движения          |
| ----------- | ------------------------- | ----------- | ------------------------- |
| Пригородный | Исилькуль — Петропавловск | Пригородный | Петропавловск — Исилькуль |
| Пригородный | Омск — Исилькуль          | Пригородный | Исилькуль — Омск          |
| Экспресс    | Омск — Петропавловск      | Экспресс    | Петропавловск — Омск      |

## Дальнее следование по станции
По графику 2020 года через станцию курсируют следующие поезда дальнего следования:

### Круглогодичное движение поездов
| № поезда | Маршрут движения         | № поезда | Маршрут движения         |
| -------- | ------------------------ | -------- | ------------------------ |
| 11       | Владивосток — Самара     | 12       | Самара — Владивосток     |
| 59       | Новокузнецк — Кисловодск | 60       | Кисловодск — Новокузнецк |
| 97       | Тында — Кисловодск       | 98       | Кисловодск — Тында       |
| 127      | Красноярск — Адлер       | 128      | Адлер — Красноярск       |
| 129      | Красноярск — Анапа       | 130      | Анапа — Красноярск       |
| 133      | Томск — Анапа            | 134      | Анапа — Томск            |
| 145      | Омск — Караганда         | 146      | Караганда — Омск         |

### Сезонное движение поездов
| № поезда | Маршрут движения                  | № поезда | Маршрут движения                  |
| -------- | --------------------------------- | -------- | --------------------------------- |
| 205      | Иркутск — Анапа                   | 206      | Анапа — Иркутск                   |
| 229      | Северобайкальск — Анапа           | 230      | Анапа — Северобайкальск           |
| 235      | Тында — Анапа                     | 236      | Анапа — Тында                     |
| 241      | Иркутск — Адлер                   | 242      | Адлер — Иркутск                   |
| 243      | Новокузнецк — Анапа               | 244      | Анапа — Новокузнецк               |
| 249      | Новокузнецк — Имеретинский курорт | 250      | Имеретинский курорт — Новокузнецк |
| 251      | Барнаул — Адлер                   | 252      | Адлер — Барнаул                   |
| 269      | Чита — Адлер                      | 270      | Адлер — Чита                      |
| 273      | Северобайкальск — Адлер           | 274      | Адлер — Северобайкальск           |